# Marko Vežić
Marko Vežić (Drniš, 16. travnja 1867. – Vrpoljac, 27. kolovoza 1936.), hrvatski pisac, svećenik, katolički oblikovatelj kulture.

## Životopis
Rodio se 16. travnja 1867. u Drnišu u obitelji grkokatoličkih roditelja.
Sedam razreda gimnazije završio je u Zagrebu, a osmi kod isusovaca u Zadru, gdje je završio i bogosloviju.
Za svećenika je zaređen god. 1890. Službovao je četrdeset sedam godina kao župnik u raznim mjestima Šibenske biskupije, najdulje u onda »siromašnom malaričnom Jadrtovcu«, kako je zapisao književnik Jakov Tomasović.
Volio je svoj narod i župničku službu pa je i nakon umirovljenja ostao u pastoralu u Vrpoljcu sve do smrti 27. kolovoza 1936.
Uza svoj svećenički pastoralni rad napisao je Vežić više od četiri stotine različitih radova: od političko-patriotskih članaka i propovijedi do raznih književnih radova.
Podosta je i prevodio, posebice s talijanskoga, primjerice Fogazzarov roman »Daniele Cortis«, njegove izabrane pripovijesti te djela nekih drugih pisaca, a podosta je preveo i homiletičkih djela. I Stošić i Tomasović navode da mu je u rukopisu ostao roman »Usovi«, još neobjavljen.
No do danas Vežićev pripovjedački rad, razbacan u više od četrdeset časopisa, listova, novina i drugih izdanja - primjerice u »Prosvjeti«, »Hrvatskoj prosvjeti«, »Obitelji«, »Hrvatskoj duši«, »Viencu«, Hrvatskoj smotri«, »Seljačkim novinama«, »Hrvatskoj straži«, »Narodnoj straži« - nije sabran u knjizi izabranih pripovijesti nekmoli sabranih radova, što bi taj vrijedni pripovjedač dalmatinskoga kraja i ljudi nedvojbeno zavrijedio.